# K-911
K-911은 기아자동차와 현대자동차의 대형 트럭을 섞은 군용 트럭이다. 1990년대에 생산된 슈퍼트럭과 그랜토를 섞어서 2000년대의 21세기의 첫 번째 해에 출시했다. 